# Estación de Sagunto
Estación de Sagunto vasútállomás Spanyolországban, Sagunt településen.

## Vasútvonalak
Az állomást az alábbi vasútvonalak érintik:
- Tarragona-Valencia-vasútvonal
- Zaragoza–Sagunto-vasútvonal

## Kapcsolódó állomások
A vasútállomáshoz az alábbi állomások vannak a legközelebb:
- Les Valls Train Station
- Gilet Station